# Museu Regional dos Inhamuns
O Museu Regional dos Inhamuns é um museu comunitário e regional localizado na cidade de Tauá, pertencente ao estado brasileiro de Ceará. 

## Composição
Ele exibe peças da antiguidade da Região dos Inhamuns e do Brasil Colonial. Seu acervo é composto por, aproximadamente, 1800 peças arqueológicas e paleontológicas, as quais incluem inscrições rupestres, urnas funerárias, instrumentos fabricados por homens pré-históricos e artefatos feitos pelos índios Cariris e Jucás.
A curadoria do Museu Regional dos Inhamuns é de responsabilidade da Fundação Bernardo Feitosa, que foi criada pelo casal Joaquim de Castro Feitosa e Maria Dolores de Andrade Feitosa no ano de 1992. Eles gostavam de recolher objetos antigos, que tivessem feito parte da história da cidade de Tauá e do Brasil em algum momento.
Em uma entrevista concedida ao jornal Diário do Nordeste em janeiro de 2012, Maria Dolores diz que a relação com os objetos históricos que ela e o marido coletavam era bastante tradicional e que foi desenvolvida pelo prazer que sentiam ao realizar tal tarefa. Foi a falta de espaço dentro de casa que os levou a expandir a coleção dos artefatos num local maior. E então, no ano de 1989, o prédio onde ficava a antiga Cadeia Pública de Tauá foi cedido para o casal, que passou a deixar os objetos ali.